# Propietat i finances del Futbol Club Barcelona

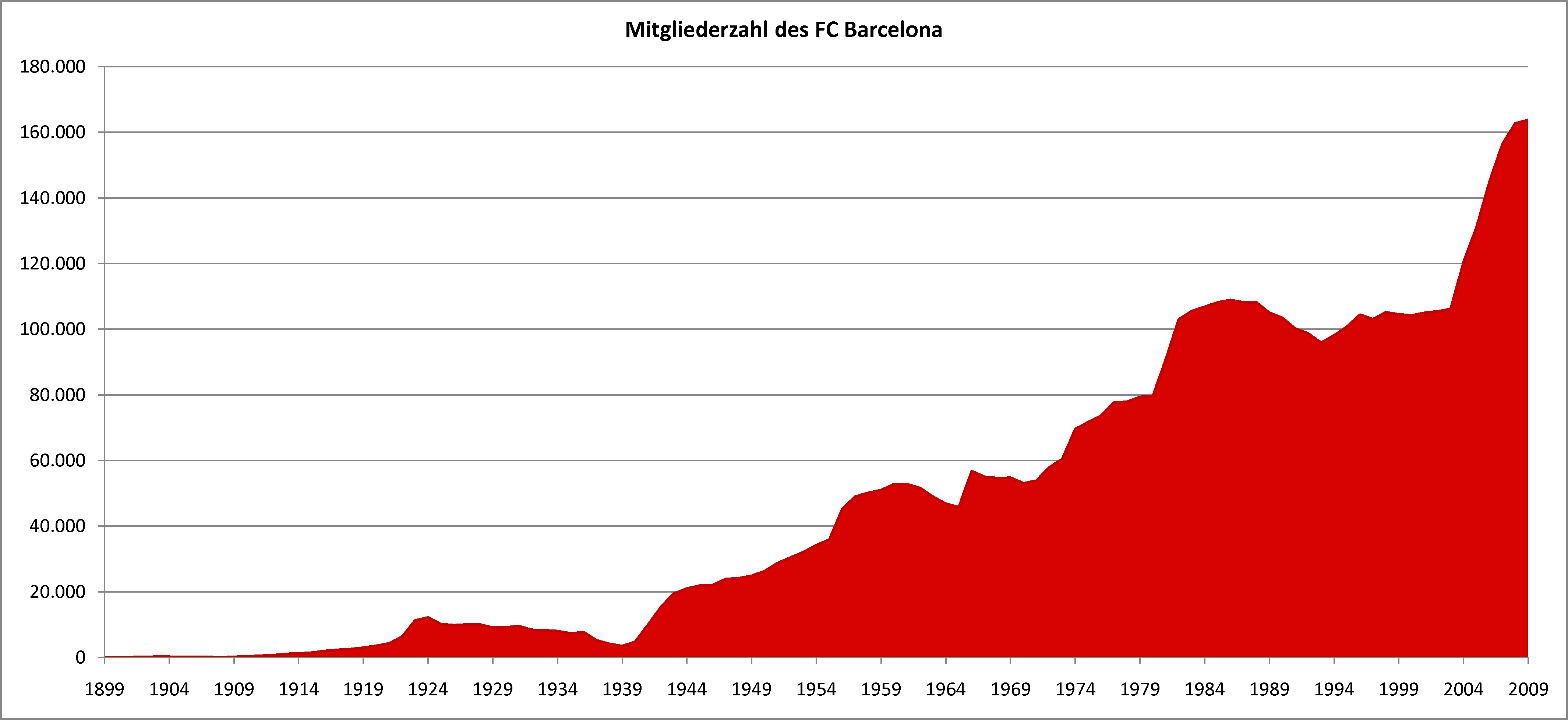
Evolució del nombre de socis

El Futbol Club Barcelona és una entitat esportiva sense ànim de lucre propietat dels seus socis, que exerceixen un paper actiu en la presa de decisions, com l'elecció de la junta directiva. Les finances del club es basen en els ingressos generats per drets de televisió, patrocinis, vendes de mercaderies i competicions internacionals, tot i que ha experimentat dificultats econòmiques en els darrers anys, amb un augment del deute. Això ha portat a una reestructuració financera per assegurar la seva sostenibilitat i competitivitat a llarg termini.

## Context
L'estructura del club opera a partir d'una matriu social de 148.000 socis i diverses societats anònimes, com la productora audiovisual Barça Vision (abans Barça Studios), propietat en un 29,5% pels fons d'inversió Libero i NIPA Capital, un 9,75% per Orpheus Media i un altre 9,75% per la plataforma Socios, o Barça Licensing & Merchandising (BLM), que explota el negoci comercial, de mercadotècnia, samarretes i productes de la marca Barça. Els drets de televisió son un 25% propietat del fons d'inversió Sixth Street.
L'entitat té un valor al mercat estimat en una mica més de 3500 milions d'euros, i un deute estimat en 1350 milions a data de 2021, i va tancar l'exercici 2020-2021 amb unes pèrdues operatives de 481 milions d'euros. Els ingressos es van situar en 631 milions d'euros, un 26% menys que a en 2019-2020, quan aquests es van situar en 855 milions d'euros. En 2021 Joan Laporta va anunciar un deute acumulat de 1.300 milions d'euros. El club ha signat un contracte de patrocini amb la plataforma musical Spotify donar nom a l'estadi, i disposa d'un préstec per 815 milions de la banca d'inversió Goldman Sachs.
El patrimoni net a data de 2021 és negatiu en 451 milions, mentre que el seu fons de maniobra és negatiu de 553 milions, per la qual cosa va sol·licitar a començaments de 2021 una dispensa a bancs i fons financers per evitar la fallida.

## Deute econòmic de l'entitat
El deute amb les Administracions públiques (Hisenda, Seguretat Social, etc.) al club no és clar degut principalment a dos factors: una, en no ser el club una societat anònima esportiva les seves dades són confidencialitat de la seva Junta Directiva i dels seus socis, els quals són informats per la pròpia entitat, i el exposar-los per part de les administracions públiques o el Govern d'Espanya suposaria una violació de la confidencialitat de l'ordenament jurídic; i dos, el club no segueix un estudi financer corrent com qualsevol empresa sinó que segueix un segons pautes i barems propis relatius establerts per la Lliga de Futbol Professional (LFP) al marge dels balanços nets, per ajustar-se a unes xifres necessàries per complir la normativa de la competició. Serveixin d'exemples els exercicis econòmics de 2016-17 i 2017-18, on uns deutes respectius de 247 i 490 milions, per a LaLiga eren de -8 (negativa) i 157 milions. Els informes anuals del club no ofereixen un detallat desglossament de l'esmentat deute, per la qual cosa se'n dificulta l'assignació en partides, reflectint exclusivament el que denominen com a «deute net ajustat». Així va quedar aprovat pels socis el 2013 quan van decidir imposar per estatuts un límit al palanquejament per no posar en risc l'entitat, però no es va deixar mai per escrit com es calcularia, el que va acabar per destapar sospites entre la massa social, i que presentava una notable complexitat per establir unes dades concretes.

### Deute total
A continuació es mostra l'evolució del deute total mantingut pel Futbol Club Barcelona els darrers anys. El deute total no és barem de la salut econòmica d'una entitat, ja que pot tenir un deute alt però compensar-lo amb els ingressos. Cal atendre doncs termes de deute net per entendre el seu esdevenir econòmic.
| Deute Total del Futbol Club Barcelona (en milions d'€)                                                | Deute Total del Futbol Club Barcelona (en milions d'€) | Deute Total del Futbol Club Barcelona (en milions d'€) | Deute Total del Futbol Club Barcelona (en milions d'€) | Deute Total del Futbol Club Barcelona (en milions d'€) | Deute Total del Futbol Club Barcelona (en milions d'€) | Deute Total del Futbol Club Barcelona (en milions d'€) | Deute Total del Futbol Club Barcelona (en milions d'€) | Deute Total del Futbol Club Barcelona (en milions d'€) | Deute Total del Futbol Club Barcelona (en milions d'€) | Deute Total del Futbol Club Barcelona (en milions d'€) |
| Any fiscal 2010                                                                                       | Any fiscal 2011                                        | Any fiscal 2012                                        | Any fiscal 2013                                        | Any fiscal 2014                                        | Any fiscal 2015                                        | Any fiscal 2016                                        | Any fiscal 2017                                        | Any fiscal 2018                                        | Any fiscal 2019                                        | Any fiscal 2020                                        |
| --- | ------------------------------------------------------ | ------------------------------------------------------ | ------------------------------------------------------ | ------------------------------------------------------ | ------------------------------------------------------ | ------------------------------------------------------ | ------------------------------------------------------ | ------------------------------------------------------ | ------------------------------------------------------ | ------------------------------------------------------ |
| 489,5 · (-4,3%)                                                                                       | 509,5 · (+4,1%)                                        | 451,3 · (-13%)                                         | 503 · (+11,5%)                                         | 494 · (-2%)                                            | 615 · (+24,6%)                                         | 546 · (-12,7%)                                         | 760 · (+39,39%)                                        | 1.016 · (+33,7%)                                       | 1.359 · (+33,8%)                                       | 1.474 · (+8,5%)                                        |
| Font: Comptes anuals presentats pel Futbol Club Barcelona. S'obté com el Passiu Total degut pel club. |                                                        |                                                        |                                                        |                                                        |                                                        |                                                        |                                                        |                                                        |                                                        |                                                        |

Nota *: dades al juny del 2021 (sense memòria d'any fiscal).
Ressalts en vermell els exercicis fiscals en què les dades ofertes pel club com a endeutament es troben, a causa de l'esmentada reforma del 2013 de comptes aprovada pels socis, maquillades sense reflectir les dades reals emparant-se a LaLiga, les quals sí que es reflecteixen a continuació atenent a les memòries anuals i el seu corresponent exercici econòmic.
| Deute Net del Futbol Club Barcelona (en milions d'€) | Deute Net del Futbol Club Barcelona (en milions d'€) | Deute Net del Futbol Club Barcelona (en milions d'€) | Deute Net del Futbol Club Barcelona (en milions d'€) | Deute Net del Futbol Club Barcelona (en milions d'€) | Deute Net del Futbol Club Barcelona (en milions d'€) | Deute Net del Futbol Club Barcelona (en milions d'€) | Deute Net del Futbol Club Barcelona (en milions d'€) | Deute Net del Futbol Club Barcelona (en milions d'€) | Deute Net del Futbol Club Barcelona (en milions d'€) | Deute Net del Futbol Club Barcelona (en milions d'€) |
| Any fiscal 2011 | Any fiscal 2012                                      | Any fiscal 2013                                      | Any fiscal 2014                                      | Any fiscal 2015                                      | Any fiscal 2016                                      | Any fiscal 2017                                      | Any fiscal 2018                                      | Any fiscal 2019                                      | Any fiscal 2020                                      | Any fiscal 2021                                      |
| --- | ---------------------------------------------------- | ---------------------------------------------------- | ---------------------------------------------------- | ---------------------------------------------------- | ---------------------------------------------------- | ---------------------------------------------------- | ---------------------------------------------------- | ---------------------------------------------------- | ---------------------------------------------------- | ---------------------------------------------------- |
| 364 · (-15,5%) | 334 · (-3%)                                          | 331 · (-1%)                                          | 287 · (-13,5%)                                       | 328 · (+14,5%)                                       | 271 · (-17,5%)                                       | 247 · (-9%)                                          | 504 · (+104,1%)                                      | 630 · (+25%)                                         | 1173 · (+86,2%)                                      | 1350 · (+15,1%)                                      |
| Font: Comptes Anuals presentats pel Futbol Club Barcelona. S'obté com la suma dels conceptes deguts (Deute Net): Deute Brut - Tresoreria - Deutes a cobrar amb clubs. |                                                      |                                                      |                                                      |                                                      |                                                      |                                                      |                                                      |                                                      |                                                      |                                                      |

Nota *: dades al juny del 2020 (sense finalitzar any fiscal). Aquests poden diferir dels oferts pel club després de reflectir el corresponent estudi econòmic.
| Gràfica d'evolució deute net de Propietat i finances del Futbol Club Barcelona entre 2003 i 2021 |
| |
| Deute Net: Deute Bancari Creditors/Deutors adquisició/traspàs actius – Tresoreria. Deute Net actual (Any fiscal 2020-21). Les dades indicades de deute net són rebaixades a les que haurien de ser en realitat, en incloure el club com a "actiu corrent" els préstecs bancaris que són en realitat deute a curt/llarg termini. Al deute net reflectit falta, per tant, sumar-li l'exercici comptable d'aquests bons/préstecs. |

Cal destacar que des del 2018 el club es va acollir a l'esmentat article 67 dels estatuts del club aprovat pels socis, i des d'aleshores no ofereix les dades reals del deute net que posseeix el club sinó unes dades ajustades als paràmetres de la Lliga de Futbol Professional. Amb anterioritat, els exercicis 2016-17 i 2017-18 ja oferia aquestes xifres que diferien del deute net real: -8 (negatiu) i 157 milions davant els 247 i 490 milions reals (504 al final d'any fiscal). Escudant-se en uns alts ingressos, cal suposar que la desfeta provocada pel COVID-19 portés la Junta Directiva a deixar d'oferir les dades de deute net davant un creixement descontrolat i no incomplir els estatuts del club, i passar a oferir només les dades de LaLiga. Així, per a l'exercici 2018-19 no es van oferir les dades del deute net real, aproximades a 630 milions, per declarar un deute ajustat de 217 milions. Aquest article 67 esmenta:
| «                           | CAPÍTOL 6: RÈGIM ECONÒMIC - Article 67è Equilibri patrimonial La Junta Directiva està obligada al manteniment del patrimoni net del Club i, amb aquesta finalitat, ha de fer els millors esforços per a portar a terme una gestió que es reflecteixi en la formulació dels comptes anuals auditats sense excepcions, amb un resultat positiu després d'impostos. En el supòsit que, malgrat aquesta regla, la liquidació d'un exercici econòmic amb pèrdues s’aprovi per l'Assemblea General, la Junta Directiva ha de compensar l'import de les pèrdues amb el resultat de la gestió dels dos exercicis posteriors. De la mateixa manera, la Junta Directiva ha de fer els millors esforços per a portar una gestió amb un endeutament net que no superi la quantitat resultant de multiplicar per dos l'EBITDA. L’incompliment manifest de qualsevol de les dues regles previstes en aquest article per haver transcorregut dos exercicis vençuts des del primer en què es produí l'incompliment sense que l'equilibri patrimonial s’hagi assolit, en qualsevol dels dos supòsits, suposa causa de cessament anticipat de la Junta Directiva, que ha de ser substituïda per una Comissió Gestora, amb la composició, funcionament i competències que preveu l'article 35.4. | » |
| — Estatuts del FC Barcelona | |   |

### Repercussions de l'endeutament
Referint-nos a l'espai de maniobra, la majoria d'equips de primera divisió presenten un elevat nivell d'endeutament a causa del pes que té el finançament aliè en la seva estructura financera. l'Atlètic de Madrid és l'equip que presenta, amb diferència, un nivell més alt d'endeutament seguit del Futbol Club Barcelona i del València Club de Futbol, i han de procurar en els propers exercicis no incrementar-ne l'endeutament. A la banda oposada, els únics equips que mostren un nivell de capitalització adequat són el Reial Madrid Club de Futbol, el Sevilla Futbol Club i el Vila-real Club de Futbol, ja que els seus fons propis suposen prop del 40% de l'estructura financera que en els propers exercicis podrien plantejar-se incrementar el nivell d'endeutament per intentar afavorir-ne la rendibilitat financera.
El 27 d'octubre del 2020 el llavors president del club durant el discurs de la seva dimissió va anunciar que pogués estar sent creada pels mandataris dels grans clubs del continent una Superlliga Europea que pogués ser la solució als deutes de l'entitat i que garantiria que el club continués pertanyent als seus socis. Tot i signar la seva adhesió a la competició que arrancaria presumiblement la temporada 2022-23, i el futur de la qual és encara incert a data de 2020, va manifestar també que serà un assumpte a tractar per la nova directiva ja que en el cas del club barcelonista es presenta potser com la més important decisió per pal·liar la malmesa economia del club a curt-mig termini Paral·lelament, el préstec de 815 milions de la banca d'inversió Goldman Sachs per a la realització de l' Espai Barça pot agreujar encara més la seva economia, i que deixaria com a solucions o bé la conversió en una societat anònima esportiva, o la entrada d'un fons d'inversió internacional que deixi en un futur el soci com a propietari d'un 30 o 40 per cent del club, que sigui potser el principi de l'acord succeït amb l'esmentada Goldman Sachs.
La reconversió a SAD, trastocaria amb la idiosincràsia social davant l'arribada d'inversors per controlar el club, i identitària, en obligar la llei establerta a fer que les SAD es puguin dedicar únicament a una activitat esportiva que seria en aquest cas el futbol. La resta de les seccions esportives del club desapareixerien, o bé s'hauria d'establir cadascuna com una nova i independent societat anònima, amb la seva pròpia comptabilitat aliena al club de futbol i com a entitats diferents. Totes aquestes hipòtesis, però, estan a costa d'una nova Llei de l'Esport —en fase d'avantprojecte a 2020— que substituiria la Llei 10/1990 vigent que ha demostrat ser ineficaç. La realitat econòmica de l'entitat va quedar palesa amb unes declaracions del president interí de 2020, Carles Tusquets, en les quals va expressar el seu desig de redreçar una incòmoda situació, i que pogués acabar en un concurs de creditors. Per evitar la situació, el club ha de corregir un desfasament econòmic de 300 milions d'euros per a la viabilitat de l'exercici 2020-21.
Arran de les últimes notícies sobre l'estat financer de l'entitat, l'empresa Muro Cortina Modular Renting (MCM) va presentar una demanda el 4 de novembre de 2020 davant el Jutjat del Mercantil número 12 de Barcelona on demanava que es declarés al FC Barcelona en concurs de creditors. El motiu és la reclamació de cobrament de 3,5 milions d'euros que li deu l'entitat blaugrana per la construcció de la façana de doble pell de l'edifici de La Masia. Pendent el pagament des del 2010 l'empresa va incloure el club al registre de morositat de l' ASNEF el 2018.
La situació té aspecte de postergar-se un exercici, és a dir, que amb unes mesures extraordinàries de reducció de salaris i vendes de paquet accionarial reduirien les despeses a una xifra propera a la necessària per a la viabilitat de l'exercici 2020-21. La mesura no obstant només serviria per ajornar el problema, ja que continuaria acumulant deute, per la qual cosa la situació seguiria pendent d'unes mesures dràstiques de reducció de deute i despeses. Segons les últimes informacions, el deute podria ser proper als mil cinc-cents milions d'euros.
La nova directiva i presidència, personificada a Joan Laporta després de l'aprovació dels socis, va admetre que els comptes de l'entitat estaven pitjor del que s'esperava. En vista de la delicada situació, Goldman Sachs va aportar un altre préstec de 525 milions d'euros que es van sumar als 200 milions d'euros emesos en bons per a un total de 725 milions per ajornar el deute a curt termini i els pagaments d'anteriors préstecs, i així reestructurar-la en posteriors exercicis. El refinançament es va unir a més als problemes per l'alta massa salarial de la plantilla, la qual va superar els límits establerts per la Lliga Nacional de Futbol Professional. La normativa estableix un límit econòmic, en base als ingressos anuals, a ser destinat al pagament dels jugadors, i en cas de superar-lo, aplica unes restriccions que en cas de l'entitat blaugrana repercuteix en l'aspecte esportiu En haver superat el límit establert, el club no podrà inscriure nous jugadors si no s'ajusta la seva massa salarial, cosa que no va poder realitzar l'anterior junta gestora, la qual només va aconseguir diferir els pagaments, a afrontar en temporades successives, i que únicament va servir per resoldre problemes de caixa. La crítica situació va ser confirmada pel president en una roda de premsa en què va quantificar les pèrdues de l'exercici 2020-21 en 487 milions d'euros, que van confirmar la ruïnosa gestió portada a l'entitat des de fa anys. Tot i això, confien a aconseguir activar noves vies de generació d'ingressos que donin alleugeriment a curt termini als comptes i reestructurin l'elevat deute, si bé mancant el corresponent exercici econòmic la junta barrunta unes pèrdues del triple del pressupostat i un descens de cent milions addicionals al descens ja previst dels ingressos. La primera repercussió de calat va ser no poder emprendre el fitxatge de Lionel Messi, que va finalitzar el seu contracte amb el club el juny del 2021 —en què es pressuposava una continuïtat del jugador per desig d'ambdues parts—, el qual no obstant va resultar impossible donada la situació econòmica i sobre la base dels requeriments de la Lliga de Futbol Professional sobre la inscripció de jugadors.

### Els alts ingressos no mitiguen la situació
Segons els informes anuals del club, els ingressos de l'entitat han experimentat un creixement notable en els últims anys. Tot i que l'entitat estableix en l'apartat d'ingressos els traspassos de futbolistes, els quals no han d'estar comptabilitzats com a tals, sinó reflectir els ingressos abans d'alienació d'immobilitzat per a un reflex correcte de la situació, els últims patrocinis signats juntament amb la recuperació de la gestió directa de les botigues del club (abans controlades per Nike) han suposat en gran manera aquest creixement. En contrapartida, les despeses han augmentat també molt i han anat maquillant-les per quadrar saldos positius al final de cada exercici, això és endarrerint partides a exercicis successius, cosa que ha anat incrementat el deute del club. Un dels principals agents és la massa salarial de la plantilla, la qual ha anat creixent de mica en mica cada any fins i tot depassar els límits recomanables establerts per la UEFA i que suposen entre el 70% i el 80% de la facturació. La situació empitjora després de la nova reducció de la LaLiga del límit de salaris, i és per això que el club hagi titllat d'urgent el cas de la reducció de salaris per equilibrar els seus comptes, i que a sobre va agreujar més la pandèmia. La UEFA a través del seu Comitè Executiu, per contra, sí que es va mostrar laxa i va endarrerir la presentació anual de comptes fins al 2021 i que en el cas dels barcelonistes poguessin ser susceptibles d'haver incomplert el fair-play financer.
Un bon indicador de la crítica situació econòmica del club es reflecteix al patrimoni net, indicador dels recursos propis del club. És la mesura comptable del seu valor, és a dir, els fons que juntament amb els recursos aliens financen les seves necessitats per al desenvolupament de les seves activitats. A data de 2020 és negatiu en 451 milions, que juntament amb la tresoreria, fan impossible el pagament dels salaris, motiu pel qual ha sol·licitat un nou ERTE als seus treballadors corporatius per ajornar els pagaments de les nòmines, tema que haurà de tractar la nova junta després de les eleccions programades per a finals del mes de gener de 2021. Sintetitzant, la resta dels actius menys els passius, fan inviable l'economia amb el deute existent.
Les despeses s'obtenen de restar els ingressos (abans d'alienació d'immobilitzat) del resultat d'explotació abans d'amortitzacions o EBITIDA (abans d'impostos).
L'augment dels últims anys de liquiditat, o tresoreria, és degut als diversos crèdits que ha demanat el club per poder tenir maniobra i concretar traspassos de futbolistes que poguessin generar ingressos a l'entitat. Aquestes decisions van venir provocades per aquest ajornament continuat de deute i d'ajustos en els traspassos per quadrar els comptes, i que les altes despeses amb una massa salarial desorbitada (la més alta d'Europa) fins i tot superessin els ingressos, per la qual cosa no es van reportar beneficis suficients que aportessin viabilitat els anys següents. Va obtenir més ingressos, però a canvi va obtenir una menor rendibilitat que va acabar passant factura.
Dins dels ajustaments o maquillatges financers del club, a data 18 de febrer de 2016, el club va rebre una notificació per part de l'Agència Tributària de l'inici d'actuacions de comprovació i inspecció relatives als impostos dels exercicis compresos entre 2011-12 i 2013-14 i nou mesos després també va incloure l'exercici 2014-15. Revisades les actuacions a data del 2018 el club va ser sancionat amb una multa de 30 milions d'euros. De la mateixa manera a data del tancament de l'exercici 2018-19 Barça Licensing & Merchandising, SLU —empresa externa constituïda per explotar els drets d'imatge del club— manté oberta una altra inspecció des de la data de constitució (exercicis de 2015-16 a 2018-19) pendent de dictaminar en considerar-ho de la mateixa manera una evasió tributària per gravar menys impostos, titllades com a infraccions molt greus i confirmades per l'Audiència Nacional. La resolució ratificada pel Tribunal Econòmic-Administratiu Central va ser una multa de 23 milions a l'entitat, que va aconseguir ajornar després d'al·legar problemes de liquiditat i que no li avalés cap banca. Davant d'això el jutge va instar el club a una pròrroga d'un termini de dos mesos per prestar caució, mitjançant aval bancari o qualsevol altra admesa en dret, més els interessos de demora i possibles recàrrecs, o s'acrediti fefaentment la prestació de caució en via economicoadministrativa.

### Perill real de fallida
Al començament del 2021 es va informar que el club havia sol·licitat a diferents bancs i fons d'inversió una dispensa en els pagaments imminents a emprendre per evitar la fallida —no escomesos a data de venciment de desembre del 2020 i que ascendien a 300 milions d'euros—,. Amb un fons de maniobra negatiu al voltant dels 600 milions d'euros segons el propi club, la banca d'inversió Goldman Sachs va acceptar aquesta dispensa el juny del 2021 —immersa en l'operació amb el club de l' Espai Barça i l'especulació sobre la seva futura propietat de part del club—, desconeixent-se les respostes de Prudential Financial, Allianz, Barings i Amundi Asset Management, amb qui també manté deute, en adquirir aquests uns bons o sènior notas emesos pel club. La pròrroga de Goldman Sachs es va sumar a la contreta amb el primer pagament dels contractes dels jugadors del primer model al mateix mes de gener, més el segon a afrontar del segon pagament de juny.
A través dels seus comptes anuals el gener del 2021, el club va anunciar que té un deute a curt termini de 730 milions d'euros. D'ells, 265 milions corresponen a deutes amb entitats de crèdit, 2,5 milions en obligacions i altres valors negociables, 164 milions en deutes amb el personal esportiu i 298 en altres conceptes. El deute a llarg termini va pujar fins als 1173 milions. En disparar-se la xifra, el club va executar un nou ajust a la memòria per reduir el deute net a 488 milions, deute que no obstant no és real, i se situa en els 790 milions, després de reduir-lo considerablement amb els bons emesos a entitats financeres. Aquestes es troben reflectides dins de l'"actiu corrent" del club, que haurien d'estar reflectides no obstant com a deute contret. Pel que fa als comptes presentats després de l'exercici 2019-20, el club va incomplir els seus propis estatuts, en el seu article 67, en sobrepassar l'endeutament net el límit establert resultant de multiplicar per dos l'EBITDA: el seu endeutament se situa més enllà del 2.0, al 3.6 de ràtio.